# William Scott MacLaren
Pour les articles homonymes, voir William Scott, Scott et MacLaren.
William Scott MacLaren (29 janvier 1845-13 septembre 1909) est un vétérinaire et homme politique fédéral du Québec.

## Biographie
Né à Lachute dans le Canada-Est, il étudie à Huntingdon. Il sert comme secrétaire-trésorier des municipalités d'Huntingdon et du canton de Godmanchester. Il a aussi été major dans le 50e Bataillon de 1863 à 1889.
Élu député du Parti libéral du Canada dans la circonscription fédérale d'Huntingdon en 1900, il est défait par le consrevateur Robert Nelson Walsh en 1904. 